# استفان پری (شناگر)
استفان پری (انگلیسی: Stephen Parry؛ زادهٔ ۲ مارس ۱۹۷۷) از برندگان مدال‌های بازی‌های المپیک تابستانی و شناگر اهل بریتانیا است.